# Mallada eurycistus
Mallada eurycistus är en insektsart som först beskrevs av Navás 1914.  Mallada eurycistus ingår i släktet Mallada och familjen guldögonsländor. Inga underarter finns listade i Catalogue of Life.